# Mistrovství světa ve vodním slalomu 2013
Mistrovství světa ve vodním slalomu 2013 se uskutečnilo ve dnech 11.–15. září 2013 na trojském kanále v Praze. Celkově se jednalo o 35. mistrovství světa ve vodním slalomu a druhý světový šampionát konaný v Praze.

## Medailové pořadí zemí
| Pořadí | Země                     | Zlato | Stříbro | Bronz | Celkem |
| ------ | ------------------------ | ----- | ------- | ----- | ------ |
| 1.     | Česko (CZE)              | 3     | 3       | 0     | 6      |
| 2.     | Spojené království (GBR) | 2     | 1       | 1     | 4      |
| 3.     | Austrálie (AUS)          | 2     | 0       | 0     | 2      |
| 4.     | Francie (FRA)            | 1     | 1       | 3     | 5      |
| 5.     | Slovensko (SVK)          | 1     | 2       | 0     | 4      |
| 6.     | Itálie (ITA)             | 1     | 0       | 0     | 1      |
| 7.     | Německo (GER)            | 0     | 2       | 2     | 4      |
| 8.     | Polsko (POL)             | 0     | 1       | 1     | 2      |
| 9.     | Slovinsko (SLO)          | 0     | 0       | 2     | 2      |
|        | Celkem                   | 10    | 10      | 10    | 30     |

## Muži
| Závod           | Zlato                                                                                      | Zlato  | Stříbro                                                                                               | Stříbro | Bronz                                                                                                | Bronz  |
| --------------- | ------------------------------------------------------------------------------------------ | ------ | --- | ------- | --- | ------ |
| kánoe C1        | David Florence (GBR)                                                                       | 102,53 | Alexander Slafkovský (SVK)                                                                            | 103,36  | Benjamin Savšek (SLO)                                                                                | 105,79 |
| kánoe C1 hlídky | Slovensko Michal Martikán Alexander Slafkovský Matej Beňuš                                 | 118,98 | Německo Sideris Tasiadis Jan Benzien Franz Anton                                                      | 119,77  | Francie Denis Gargaud Chanut Jonathan Marc Nicolas Peschier                                          | 122,84 |
| kánoe C2        | David Florence/Richard Hounslow (GBR)                                                      | 114,10 | Jaroslav Volf/Ondřej Štěpánek (CZE)                                                                   | 114,14  | Ladislav Škantár/Peter Škantár (SVK)                                                                 | 115,63 |
| kánoe C2 hlídky | Česko Ondřej Karlovský/Jakub Jáně Jonáš Kašpar/Marek Šindler Jaroslav Volf/Ondřej Štěpánek | 130,54 | Slovensko Pavol Hochschorner/Peter Hochschorner Ladislav Škantár/Peter Škantár Tomáš Kučera/Ján Bátik | 136,89  | Spojené království David Florence/Richard Hounslow Rhys Davies/Matthew Lister Adam Burgess/Greg Pitt | 141,59 |
| kajak K1        | Vavřinec Hradilek (CZE)                                                                    | 94,52  | Jiří Prskavec (CZE)                                                                                   | 95,90   | Mateusz Polaczyk (POL)                                                                               | 95,98  |
| kajak K1 hlídky | Itálie Daniele Molmenti Andrea Romeo Giovanni De Gennaro                                   | 109,60 | Polsko Grzegorz Polaczyk Mateusz Polaczyk Dariusz Popiela                                             | 111,10  | Francie Boris Neveu Étienne Daille Mathieu Biazizzo                                                  | 112,12 |

## Ženy
| Závod           | Zlato                                                         | Zlato  | Stříbro                                                      | Stříbro | Bronz                                                    | Bronz  |
| --------------- | ------------------------------------------------------------- | ------ | ------------------------------------------------------------ | ------- | -------------------------------------------------------- | ------ |
| kánoe C1        | Jessica Foxová (AUS)                                          | 126,09 | Mallory Franklinová (GBR)                                    | 139,08  | Caroline Loirová (FRA)                                   | 139,75 |
| kánoe C1 hlídky | Austrálie Jessica Foxová Rosalyn Lawrencová Alison Borrowsová | 164,85 | Česko Kateřina Hošková Monika Jančová Anna Koblencová        | 166,34  | Německo Mira Louenová Lena Stöcklinová Karolin Wagnerová | 174,75 |
| kajak K1        | Émilie Ferová (FRA)                                           | 115,74 | Nouria Newmanová (FRA)                                       | 117,94  | Jasmin Schornbergová (GER)                               | 118,99 |
| kajak K1 hlídky | Česko Štěpánka Hilgertová Kateřina Kudějová Eva Ornstová      | 127,55 | Německo Jasmin Schornbergová Claudia Bärová Cindy Pöschelová | 138,72  | Slovinsko Urša Krageljová Eva Terčeljová Ajda Novaková   | 138,94 |

## Česká výprava
Českou výpravu tvořilo 12 mužů a 6 žen:
- Vítězslav Gebas – C1 (11. místo), C1 hlídky (7. místo)
- Štěpánka Hilgertová – K1 (15. místo), K1 hlídky (zlato)
- Kateřina Hošková – C1 (16. místo), C1 hlídky (stříbro)
- Vavřinec Hradilek – K1 (zlato), K1 hlídky (4. místo)
- Monika Jančová – C1 (17. místo), C1 hlídky (stříbro)
- Jakub Jáně – C2 (6. místo), C2 hlídky (zlato)
- Michal Jáně – C1 (8. místo), C1 hlídky (7. místo)
- Stanislav Ježek – C1 (7. místo), C1 hlídky (7. místo)
- Ondřej Karlovský – C2 (6. místo), C2 hlídky (zlato)
- Jonáš Kašpar – C2 (4. místo), C2 hlídky (zlato)
- Anna Koblencová – C1 (26. místo), C1 hlídky (stříbro)
- Kateřina Kudějová – K1 (8. místo), K1 hlídky (zlato)
- Eva Ornstová – K1 (31. místo), K1 hlídky (zlato)
- Jiří Prskavec – K1 (stříbro), K1 hlídky (4. místo)
- Marek Šindler – C2 (4. místo), C2 hlídky (zlato)
- Ondřej Štěpánek – C2 (stříbro), C2 hlídky (zlato)
- Jaroslav Volf – C2 (stříbro), C2 hlídky (zlato)
- Jan Vondra – K1 (15. místo), K1 hlídky (4. místo)